# マラウイ・クワチャ
マラウイ・クワチャ (Malawian kwacha) は、マラウイで使用されている通貨単位。1971年にマラウイ・ポンドに代わって導入された（1ポンド＝2クワチャ）。補助単位はタンバラ (tambala) で、1クワチャ＝100タンバラ。
現行紙幣に描かれている肖像は、1915年に白人支配に反発して武装蜂起をしたジョン・チレンブウェである。

## 経緯
マラウイは、イギリス保護領ニアサランドの時代に南ローデシア・ポンドの流通が始まって以来、ポンドを通貨単位としていた（補助単位はシリング、フローリン、ペニー）。1964年の独立後も名称はマラウイ・ポンドとするものの依然ポンドを単位としていた。しかし、1968年に隣国ザンビアがイギリス支配の名残であるポンドを廃止して、より現地的な名称のクワチャへと変更し（ザンビア・クワチャ）、それに合わせてマラウイも1971年にクワチャを導入した。ただしザンビア・クワチャの補助単位がングェー(ngwee)であるのに対し、マラウイ・クワチャの補助単位はタンバラ (tambala) である。